# Ҳ (кирилиця)
Ҳ, ҳ або м'яка Х — кирилична літера, утворена від Х. Вживається в абхазькій, каракалпацькій, таджицькій, ітельменській та хакаській мовах. Вживалась також в узбецькій мові до переведення її на латиницю 1992 року. Позначає звук /ħ/ в абхазькій мові та звук /h/ — у каракалпацькій, таджицькій та хакаській мовах.